# ابن الدباغ الأنصاري
ابن الدباغ الأنصاري من علماء التصوف الإسلامي 

## سيرته
أبو زيد عبد الرحمن بن محمد بن علي بن عبد الله الأنصاري الأسيدي المالكي،605-699هـ, عُرِف بالدباغ، وكذلك بابن الدباغ .
مؤرخ، ومحدّث وراوية، وفقيه متصوّف، وله مشاركات عديدة في العلوم العقلية والنقلية.
وُلد سنة 605 هجري، وتوفي سنة 699 هجري 
من تصانيفه:تاريخ ملوك الإسلام، وكذلك جلاء الأفكار في مناقب الأنصار، كما كتب كتاباً في تراجم أهل القيروان.
ومن مؤلفاته أيضاً كتاب (الأحاديث الأربعون في عموم رحمة الله لسائر المؤمنين) وكتاب (تاريخ القيروان من بلاد الغرب) .
عاش ابن الدباغ في القرن السابع الهجري، ولدينا مايشير إلى أنه قيرواني الأصل والمنشأ، وقضى معظم حياته في زمن الموحدين الذين امتدّ عصرهم منذ عام 524 حتى عام 674 هجري. وقد كان العصر آن ذاك عصر اضطرابٍ وتفكّكٍ وحروبٍ وصراعاتٍ وإصلاح.
وقد تطور الفكر الصوفي في ذلك العصر، فنجده يصبح فلسفة حياة هدفها الرقيّ بالنفس البشرية روحيّاً وأخلاقيّاً, وتزويدها بقواعد وقيم ومبادئ تساعدها على تحقيق ذاتها والوصول إلى الحقائق، والطريق إلى ذلك رياضة روحية وتمرّس ومنها «تقديم المجاهدة ومحو الصفات المذمومة، وقطع العلائق كلها، والإقبال بكنه الهمّة على الله تعالى».
كما أن غاية التصوف تطورت في ذلك العصر، ففي القرنين الأول والثاني للهجرة كانت غاية التصوّف زهداً تمثّل في عبادة الله طمعاً في الثواب والجنة وخوفاً من العقاب والنار، كما كانت طريقاً لابتغاء مرضاة الله وحبه، وفي القرنين الثالث والرابع للهجرة أصبحت غاية التصوّف دراسة بواطن النفوس وخفايا الروح وأسرار القلوب، ثم تطورت بعد ذلك لتصبح طريقاً إلى المعرفة بواسطة الكشف والذوق لابواسطة البرهان والدليل، وأصبح التصوف وسيلةً لتحقيق السعادة.

## كتبه
أشهر مؤلفاته كتاب مشارق أنوار القلوب ومفاتح أسرار الغيوب، بتحقيق المستشرق هـ. ريتر.
, 1892-1971م والمعروف أن أقدم كتب المحبة والعشق هو هذا الكتاب.